# United Launch Alliance
United Launch Alliance (kortweg ULA genoemd) is een Amerikaans ruimtevaartbedrijf. Het is een joint-venture van de raketbouw- en lanceerafdelingen van Lockheed Martin en Boeing die in 2006 is ontstaan. 
Hoewel Lockheed Martin en Boeing allebei vijftig procent van de aandelen bezitten, opereert ULA als een zelfstandig bedrijf dat van geen van beide aandeelhoudende bedrijven deel uitmaakt. ULA is gespecialiseerd in het lanceren van overheidssatellieten en ruimtesondes. De US Space Force, de NRO, NASA en NOAA zijn de belangrijkste klanten. Daarnaast lanceert ULA zo nu en dan al dan niet bemande ruimteschepen en satellieten voor commerciële klanten.
Het bedrijf staat sinds 2023 te koop; er zouden aanvankelijk drie mogelijke kopers zijn geweest: Blue Origin, Textron en Cerberus (een private investeringsmaatschappij). ARS Technica meldde op 21 februari 2024 dat Blue Origin als meest waarschijnlijke koper uit het proces is gekomen. In de zomer van 2024 lijkt een verkoop aan Blue Origin geen doorgang te hebben gekregen. Ruimtevaartjournalisten meldden via onofficiële kanalen te hebben vernomen dat Boeing en Lockheed Martin in gesprek zijn met Sierra Space over de verkoop van ULA.

## Geschiedenis
De joint-venture werd opgericht als gevolg van een schikking nadat was gebleken dat Boeing op illegale wijze aan geheime documentatie van Lockheed Martin over hun EELV-ontwerp de Atlas V was geraakt. Zonder het oprichten van deze derde partij had de USAF Boeing moeten uitsluiten van verdere deelname aan het EELV-programma. Dit had mogelijks de continuïteit van beschikbare militaire lanceercapaciteit in gevaar gebracht. Op 1 december 2006 was de oprichting van United Launch Alliance rond.
In eerste instantie lanceerde en bouwde ULA EELV-klasse raketten in de door Boeing ontwikkelde Delta IV-serie en de door Lockheed Martin ontwikkelde Atlas V en de iets kleinere Delta II. ULA heeft lanceerplatforms op zowel Cape Canaveral Space Force Station in Florida als Vandenberg Space Force Base in Californië. Het hoofdkantoor is gevestigd in Centennial, Colorado. Daarnaast heeft ULA twee grote raketfabrieken: een in Decatur, Alabama en een in Harlingen, Texas.

### Veranderingen sinds 2014
ULA wordt sinds 2014 geleid door CEO Tory Bruno. Bruno had eerder bij Lockheed Martin het Missile Defence Program geleid en verving ULA’s eerste CEO Michael Gass. De installatie van Tory Bruno kwam op een moment dat het bedrijf ten dode leek opgeschreven. ULA was vanaf haar oprichting in 2006 tot 2015 het enige ruimtevaartbedrijf dat zware satellieten mocht lanceren voor het Amerikaanse ministerie van Defensie en heeft daaraan zijn belangrijkste klant. 
In 2010 debuteerde SpaceX de goedkopere Falcon 9 die sinds 2015 ook een EELV-licentie heeft waarmee ULA’s hegemonie werd doorbroken. Ook NASA is een belangrijke klant van ULA, maar ook daar kregen ze concurrentie van SpaceX. ULA's Delta IV Heavy was tot 2018 de raket met de grootste vrachtcapaciteit op de ruimtevaartmarkt; in 2018 introduceerde SpaceX de Falcon Heavy. 
In verband met de goedkope lanceerprijzen van SpaceX, die zijn raketten ook nog eens herbruikbaar wist te maken, en het niet meer mogen kopen van Russische raketmotoren voor nieuwe militaire missies van de Atlas V, heeft Tory Bruno in 2014 besloten de nieuwe Vulcan-raket te ontwikkelen. Deze zal in een later stadium deels herbruikbaar zijn en zou in de toenmalige planning vanaf 2019 de taken van zowel de Delta IV als de Atlas V gefaseerd gaan overnemen. De Vulcan gebruikt een gemoderniseerde uitvoering van de Centaur als bovenste rakettrap. 
Een plan voor een krachtige multifunctionele bovenste rakettrap met de mogelijkheid in de ruimte bij te tanken genaamd Advanced Cryogenic Evolved Stage (ACES) werd wegens gebrek aan klandizie in de ijskast gezet. In de tussentijd heeft ULA onder Tory Bruno door modernisering van de productielijn de prijs van de Atlas V met 36 procent weten te reduceren. Anno 2022 is ULA weer concurrerend. Ze zijn weliswaar nog wat duurder, maar de tweede trappen van hun raketten hebben naar eigen zeggen unieke mogelijkheden.
Naast SpaceX heeft ULA in de toekomst ook serieuze concurrentie te verwachten van Blue Origin, Firefly Aerospace, Rocket Lab en Relativity Space die allen een medium- tot heavy-liftraket in ontwikkeling hebben. Blue Origin is echter ook leverancier van raketmotoren voor de Vulcan. Voor commerciële lanceringen heeft ULA naast de reeds genoemde concurrenten ook concurrentie van Arianespace, International Launch Services, en de nationale ruimteagentschappen van China, India en Japan.
Op 1 maart 2023 meldde ARS Technica op basis van eigen bronnen dat United Launch Alliance te koop zal worden gezet en er reeds een interessepeiling onder potentiële kopers liep.
Op 8 januari 2024 maakte Vulcan zijn debuutvlucht. Op 15 september 2018 maakte de Delta II, die al sinds 2010 buiten productie was zijn laatste vlucht. Op 9 april vloog de Delta IV Heavy voor het laatst waarmee de Thor- en Delta-raketfamilie na meer dan 60 jaar tot een einde kwam. De Atlas V zal nog tot 2029 of later in gebruik blijven maar omdat de voorraad Russische RD-180-motoren van deze raket beperkt is en wegens een boycot i.v.m. de oorlog in Oekraïne niet meer wordt aangevuld, worden er geen nieuwe boekingen voor deze raket aangenomen. Door de uitfasering van de Delta-raketten kon ULA de huur van drie lanceercomplexen. De Vulcan wordt op Cape Canaveral Space Force Station gelanceerd van hetzelfde lanceercomplex waar ook de Atlas V wordt gelanceerd. Op Vandenberg Space Force Base is het Atlas V-complex omgebouwd tot Vulcan complex. Uiteindelijk wil ULA alleen nog de Vulcan in slechts vijf configuraties vanaf twee lanceercomplexen lanceren om de operaties simpeler en goedkoper te maken. Ter vergelijk: rond 2010 werden enkele tientallen configuraties van drie raketsystemen vanaf zeven lanceercomplexen aangeboden.

## Lanceringen per jaar
| Jaar   | Atlas V | Delta IV | Delta II | Vulcan | Totaal |
| ------ | ------- | -------- | -------- | ------ | ------ |
| 2006   | 0       | 0        | 1        | -      | 1      |
| 2007   | 4       | 1        | 8        | -      | 13     |
| 2008   | 2       | 0        | 5        | -      | 7      |
| 2009   | 5       | 3        | 8        | -      | 16     |
| 2010   | 4       | 3        | 1        | -      | 8      |
| 2011   | 5       | 3        | 3        | -      | 11     |
| 2012   | 6       | 4        | 0        | -      | 10     |
| 2013   | 8       | 3        | 0        | -      | 11     |
| 2014   | 9       | 4        | 1        | -      | 15     |
| 2015   | 9       | 2        | 1        | -      | 12     |
| 2016   | 8       | 4        | 0        | -      | 12     |
| 2017   | 6       | 1        | 1        | -      | 8      |
| 2018   | 5       | 2        | 1        | -      | 8      |
| 2019   | 2       | 3        | -        | -      | 5      |
| 2020   | 5       | 1        | -        | -      | 6      |
| 2021   | 4       | 1        | -        | -      | 5      |
| 2022   | 7       | 1        | -        | -      | 8      |
| 2023   | 2       | 1        | -        | -      | 3      |
| 2024   | 2       | 1        | -        | 2      | 5      |
| Totaal | 93      | 38       | 30       | 2      | 163    |

## Trivia
- ULA is niet de eerste ruimtevaart-joint-venture van Boeing en Lockheed Martin. In 1995 wilde NASA met slechts één contractpartner zakendoen waar het ging om technische assistentie en onderhoud van ruimteveren en grondsystemen voor het spaceshuttleprogramma. Dit werk was eerder tussen een groot aantal bedrijven verdeeld. Lockheed Martin en Rockwell International richtten United Space Alliance (USA) op dat tot het eind van het spaceshuttleprogramma actief bleef. In 1996 werd de ruimtevaart- en defensieafdeling van Rockwell aan Boeing verkocht waardoor USA een joint-venture van Boeing en Lockheed Martin werd. United Space Alliance werd in december 2019, ruim 8 jaar na de laatste spaceshuttlevlucht, opgeheven.
- In de eerste tien jaar heeft ULA 59 Atlas V's, 28 Delta II's en 26 Delta IV's gelanceerd. 44 lanceringen voor de Amerikaanse luchtmacht. 27 voor NASA, 23 voor de NRO en 19 commerciële lanceringen. 81 van deze lanceringen vonden plaats vanaf Cape Canaveral Air Force Station, en 32 vanaf Vandenberg Air Force Base.
- Tot 2016 kon ULA met de lanceersystemen Atlas V, Delta II en Delta IV in totaal 41 verschillende raket-configuraties leveren[9]. Na uitfasering van deze raketten zal ULA nog maar vijf configuraties van de Vulcan aanbieden.